# Józef Kuczera
Józef Kuczera (ur. 17 maja 1913 w Połomi, zm. 24 grudnia 1989 w Pszczynie) – polski prezbiter rzymskokatolicki, wieloletni proboszcz parafii Wszystkich Świętych w Pszczynie, prałat honorowy Jego Świątobliwości, wicedziekan i dziekan dekanatu pszczyńskiego. 

## Życiorys
Syn Roberta i Marii z d. Andreczko. Po ukończeniu w 1926 Szkoły Ludowej w Połomi, kontynuował naukę w Gimnazjum Klasycznym im. Karola Miarki w Żorach. Świadectwo dojrzałości uzyskał w 1933. Rok później został przyjęty do Wyższego Śląskiego Seminarium Duchownego w Krakowie i równocześnie rozpoczął studia na Wydziale Teologicznym Uniwersytetu Jagiellońskiego. Kolejne święcenia: subdiakonatu (17 grudnia 1938), diakonatu (4 marca 1939) i prezbiteratu (25 czerwca 1939) przyjął z rąk biskupa katowickiego Stanisława Adamskiego. Pierwszymi placówkami duszpasterskimi były parafie w Świerklanach Dolnych i w Warszowicach, gdzie pełnił w okresie letnim zastępstwa wakacyjne. Następnie jako wikariusz pracował w parafiach: Matki Bożej Szkaplerznej w Imielinie (od 13 września 1939), św. Augustyna w Lipinach Śląskich (do 30 września 1939), św. Antoniego w Rybniku (od 1 października 1939), Matki Boskiej Bolesnej w Rybniku (do 16 lutego 1941) i Wszystkich Świętych w Pszczynie (od 17 lutego 1941). We wrześniu 1943 mianowany kapelanem lokalnym w Studzienicach, co uchroniło go od poboru do służby w Wehrmachcie. W listopadzie 1945 skierowany do pracy katechetycznej w Państwowym Liceum Pedagogicznym w Pszczynie. 
W styczniu 1949, po odczytaniu, mimo zakazu, na niedzielnej Mszy świętej listu pasterskiego bpa Stanisława Adamskiego, dotyczącego religijnego wychowania młodzieży, został aresztowany. Z więzienia zwolniony dopiero w styczniu 1950.   
Dekretem Kurii Diecezjalnej z 18 lutego 1950 mianowany administratorem parafii Wszystkich Świętych w Pszczynie w miejsce zmarłego proboszcza, ks. Mateusza Bieloka. 28 sierpnia 1952 otrzymał prawo noszenia pelerynki proboszczowskiej. 23 lipca 1957 mianowany pełnoprawnym proboszczem w Pszczynie. Wkrótce, 23 kwietnia 1958 objął funkcję wicedziekana, z kolei od 1 marca 1963 do 8 maja 1981 pełnił urząd dziekana dekanatu pszczyńskiego. W lutym 1973 otrzymał godność prałata honorowego Jego Świątobliwości.  
Jako proboszcz parafii pszczyńskiej, przyczynił się do budowy kilku kościołów w okolicznych miejscowościach, które dotąd przynależały do parafii. W ten sposób w latach 1950–1989 od parafii odłączyły się: Jankowice (1950), Czarków (1957), Stara Wieś (1972) i Poręba (1983). Ponadto w 1982 zainicjował budowę drugiej świątyni w samym mieście – parafii Podwyższenia Krzyża Świętego. 
Zmarł w Wigilię Bożego Narodzenia 1989 roku. Pogrzeb odbył się 28 grudnia. Spoczął na miejscowym cmentarzu św. Jadwigi, w miejscu spalonego podczas II wojny światowej drewnianego kościoła św. Jadwigi.  

## Upamiętnienie
- Imię ks. Józefa Kuczery nosi plac w Pszczynie[1],
- 5 maja 2013 r., w 100. rocznicę urodzin ks. prałata Józefa Kuczery, metropolita katowicki Wiktor Skworc odsłonił w Pszczynie tablicę pamiątkową[2].